# 咽喉點
咽喉點（英語：choke point），又譯作阻塞點或瓶頸（英語：bottleneck），為軍事戰略上的一種地理特徵，諸如山谷狹徑或是隘口等。這樣的地方迫使一個軍隊在開過此時得收縮成縱隊才能通過，此結果必大幅削弱其戰鬥力量。一個咽喉點能使數量上較弱的軍隊成功抵擋較多的軍隊，令攻方無法在其數量上發揮優勢。

## 海軍咽喉點
幾個最重要的海軍咽喉點被英國海軍元帥約翰·阿巴斯諾特·費舍爾（Admiral of the Fleet Sir John Fisher）在其不列顛連環防禦殖民政策中提出於下，括號中是重要殖民地。
- 荷姆茲海峽，處於阿曼與伊朗之間，扼守波斯灣之出入口。（伊朗）
- 马六甲海峽，處於馬來西亞與印度尼西亞之間。（新加坡）
- 曼德海峽，扼守阿拉伯海至紅海的要衝。（葉門與索科特拉島）
- 巴拿馬運河與巴拿馬油管，連接太平洋與大西洋。（英屬洪都拉斯）
- 蘇伊士運河與蘇伊士－地中海油管，連接紅海與地中海。（埃及）
- 博斯普魯斯海峽，連接黑海與地中海，並有裏海油管牽引至此。
- 直布羅陀海峽，扼守地中海與大西洋之戰略航道。（直布羅陀）
- 合恩角，隔德雷克海峽與南極洲相望，扼守南大西洋通往南太平洋的要道。（福克蘭群島）
- 好望角，扼守南大西洋至印度洋之要道。（南非）

這些咽喉點因為其在全球經濟航運與原油航道的關鍵性地位，至今仍有緊張衝突或是海盜之猖獗。然而這些重要性也因著其它貨運網的發展而降低，例如航空業。也有一些潛在地區性或是全球性的咽喉點正逐漸顯明其重要性，西北水道的發展即是一例。

## 咽喉點實戰運用
有許多運用咽喉點的戰略性以寡擊眾的例子。廣為人知的包括：
- 溫泉關戰役：斯巴達國王列奧尼達一世（King Leonidas）於溫泉關，對抗由波斯王薛西斯一世（Xerxes I of Persia）領導為數眾多的波斯大軍。
- 阿金庫爾戰役：英格蘭亨利五世果決對抗法軍的強行攻勢，在阿金庫爾的森林中狹窄的林道中以寡擊眾。
- 1874年牡丹社事件中，牡丹社原住民於石門狙擊日軍進入牡丹社，其石門山谷狹徑的形勢亦是一種咽喉點。

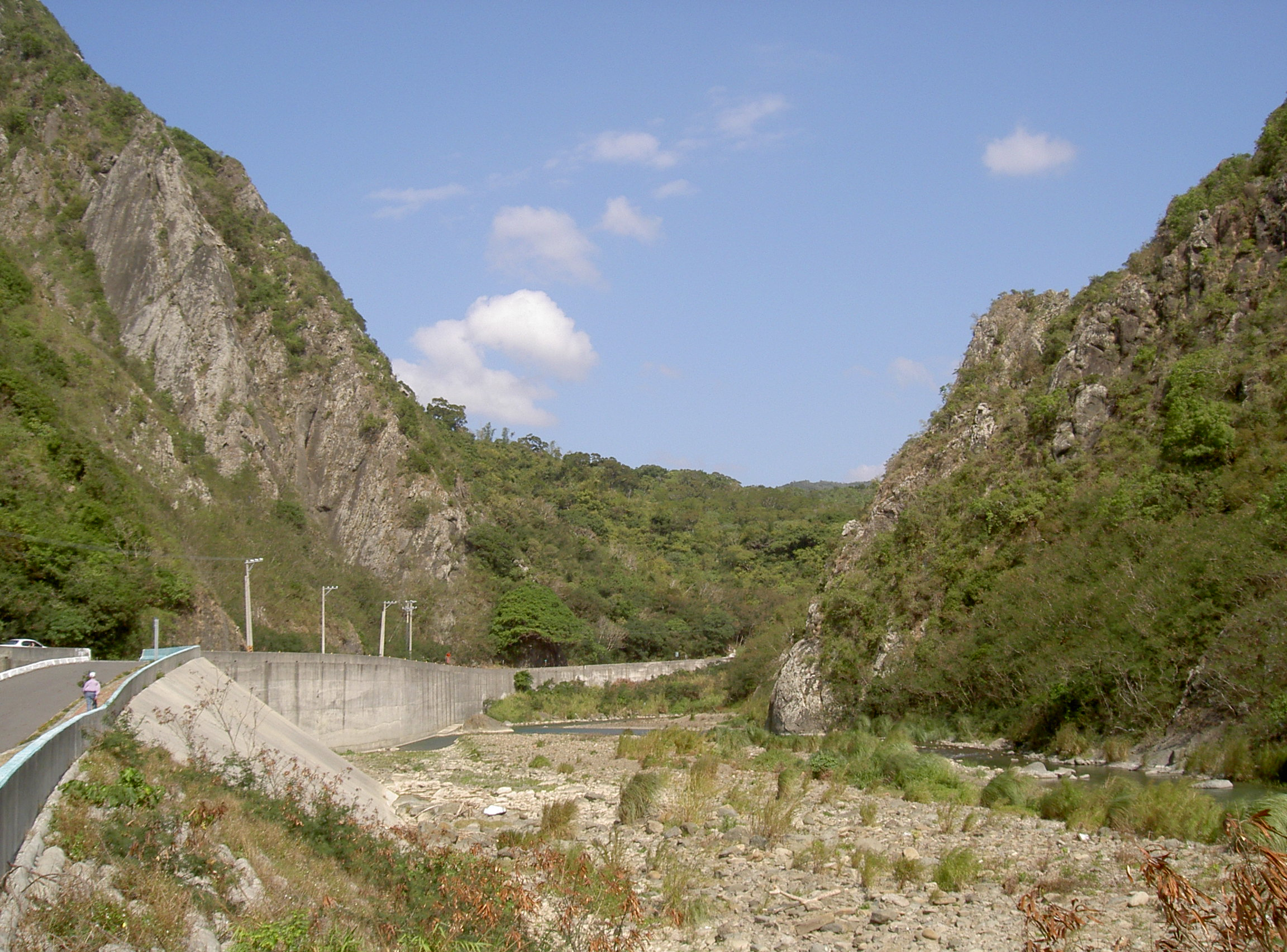
石門山谷是一種咽喉點
台灣屏東石門古戰場攝

## 網路運用
咽喉點也有瓶頸之意，應用於網路安全上，防火牆介入地區網路與網際網路之間也可視之為一咽喉點，來自網際網路的任何攻擊必先通過此通道，如此將可使電腦更為安全。於圖論與網路理論中，咽喉點是一個高度中心向網路中的任何一個節點。